# لانوکس
لانوکس (به فرانسوی: Lanoux) یک کمون در فرانسه است که در Canton of Le Fossat واقع شده‌است.

## خصوصیات
لانوکس ۳٫۷۵ کیلومترمربع مساحت و ۴۸ نفر جمعیت دارد و ۳۲۵ متر بالاتر از سطح دریا واقع شده‌است.